# Eliza Seymour Lee
Eliza Seymour Lee, född 1800, död 1874, var en amerikansk affärsidkare. 
Hon var dotter till Charlestons första berömda kock, Sally Seymor, som 1795 hade blivit frigiven av sin ägare Thomas Martin och därefter etablerat ett framgångsrikt bageri i Charleston. Sally Seymor hade blivit tränad i parisisk kokkonst av kocken Adam Prior, hade ett flertal elever bland stadens fria färgade och grundade vad som sedan blev känd som Charlestons kockdynasti. 
Eliza Seymour Lee tog över sin mors företag vid hennes död 1823 och gifte sig 1824 med den fria afroamerikanske skräddaren John Lee (d. 1851). Hon utvidgade sin mors företag och drev en tid fyra restauranger: The Mansion House på Broad Street (1840–1845), Lee House (1845–1848), Jones Hotel (1848–1850) och Moultrie House på Sullivan’s Island (1850–1851). Hon drev Jones Hotell med Ann Deas och övertog den sedan själv. 
Hon var i konkurrens med Théonie Rivière Mignot stadens kanske mest framgångsrika restaurangägare och anlitades ofta för festligheter som hölls av stadens många privata sällskap, bland annat den bankett som hölls av South Carolina Jockey Club under tävlingsveckan. 
Hon avslutade sin verksamhet 1861. Hon uppnådde en ovanlig framgång för en fri afroamerikansk kvinna i Sydstaterna under slaveritiden.